# گوناموسان
گوناموسان (به لاتین: Gunamusan) یک کوه در کره جنوبی است که در کره جنوبی واقع شده‌است. گوناموسان ۶۰۰ متر بالاتر از سطح دریا واقع شده‌است.